# 龙晓华
龙晓华（1963年12月—），湖南花垣人，苗族，中华人民共和国政治人物、第十三届全国人民代表大会湖南地区代表。

## 生平
1963年12月，龙晓华出生在湖南省花垣县。1978年进入湘西土家族苗族自治州农业学校（中专）茶果专业学习。
1981年毕业后，龙晓华分配至吉首市农业局出任一名技术员、助理农艺师。1984年8月晋升吉首市农业委员会办公室干部，同时在吉首大学中文系大专班学习。1985年6月加入中国共产党。
1989年7月，龙晓华调任湘西土家族苗族自治州人民政府办公室干事，次年6月成为湘西土家族苗族自治州人民政府办公室秘书科副科级秘书，1992年晋升正科级秘书。
1993年4月，龙晓华调任中国人民政治协商会议湖南省委员会办公厅正科级秘书。同年8月调任湖南省民族事务委员会办公室正科级秘书。次年9月晋升副处级秘书、办公室副主任。期间在湖南商学院（今湖南工商大学）经济管理系学习。2000年10月，龙晓华升为湖南省民族事务委员会办公室主任。
2002年1月，龙晓华转任湖南省机关事务管理局党组成员、副局长。期间，她在湖南大学工商管理学院管理科学与工程专业硕士研究生学习，获管理学硕士学位，同时是中共中央党校中青班学员。2010年11月晋升为党组书记、局长。
2016年12月，龙晓华调任中共湘西土家族苗族自治州委副书记、州人民政府副州长、代理州长（2017年1月正式出任州长）、党组书记。2018年2月24日，当选为第十三届全国人大代表。
2023年1月，龙晓华出任中国人民政治协商会议湖南省委员会经济科技委员会主任。同年2月19日，她因为涉嫌严重违纪违法而接受湖南省纪委监委纪律审查和监察调查。同年12月，湖南省纪委以她有严重违法违纪行为，宣布将她开除党籍和公职。